# Teudiselo
Teudiselo,  Teudigiselo o Teudisclo (en latín: Theudigisclus; ¿?-diciembre de 549) fue rey de los visigodos (548-549). Su nombre también puede verse escrito como Theudisclo.

## Biografía
Antiguo dux y general de origen ostrogodo al servicio de su predecesor al frente de los visigodos, Teudis, forzó a los invasores francos a retirarse de la península ibérica en la invasión de 541 (dirigida por Childeberto I y Clotario I), cortándoles el paso en el camino de Valcarlos (Navarra). Tras matar a un buen número de ellos, aceptó un soborno de los restantes para, tras la derrota, poder regresar a su tierra.
Tras el asesinato de Teudis logró ser elegido rey. Según Isidoro de Sevilla, murió asesinado en Sevilla durante un banquete con hispanorromanos, un año después de acceder al poder. Su asesinato, según algunas versiones, parece haber sido obra de varios maridos ultrajados, con cuyas esposas el rey había mantenido relaciones. Otras manifiestan que, aprovechando su ebriedad, fue probablemente asesinado por una conjura de nobles visigodos nacionalistas dirigidos por Agila I y deseosos de gobernarse por sí mismos y no por ostrogodos.
La tradición conservada entre las leyendas sevillanas cuenta que los nobles conjurados, a la señal de uno de ellos, cerraron las puertas del salón donde cenaban, apagaron las velas, sujetaron al rey en su asiento y uno a uno fueron pasando y clavando su puñal en el pecho de Teudiselo. Después volvieron a encender los candelabros y simularon el estupor de descubrir al rey apuñalado en su trono.